# 廖德明
廖德明，字子晦。福建南剑州(今南平市)人。
生卒年不詳。少時學佛，后读杨时之书，又受業於朱熹。乾道年间（1165～1173年），中进士。曾知莆田县、知浔州、任广东提点刑狱、知广州、任吏部左选郎官。嘉定年間卒。著有《槎溪集》。

## 延伸阅读
[在维基数据编辑]
 《宋史·卷437》，出自脱脱《宋史》